# Lijst van nationale parken in Botswana
Hieronder volgt een lijst van nationale parken in Botswana. Naast de nationale parken zijn er ook veel game reserves en andere beschermde natuurgebieden (Okavangodelta).
| Nationaal park                                                 | Stichtingsjaar | Oppervlakte (km2) | Foto |
| -------------------------------------------------------------- | -------------- | ----------------- | ---- |
| Nationaal park Chobe                                           | 1967           | 11700             |      |
| Nationaal park Gemsbok (deel van Kgalagadi Transfrontier Park) | 2000           | 38000             |      |
| Nationaal park Makgadikgadi Pans                               |                |                   |      |
| Nationaal park Nxai Pan                                        | 1992           | 2578              |      |

## Andere beschermde gebieden
- Greater Mapungubwe Transfrontier Conservation Area (grensoverschrijdend beschermd natuurgebied)
- Central Kalahari Game Reserve
- Khutse Game Reserve
- Linyanti Marsh
- Mashatu Game Reserve
- Mokolodi Nature Reserve
- Moremi Game Reserve
- Okavangodelta
- Savuti Channel en Savuti Marsh